# هنري إيزه
هنري إيزه (بالإنجليزية: Henry Ezeh)‏ هو لاعب كرة قدم نيجيري في مركز الهجوم، ولد في 28 نوفمبر 1991 في نيجيريا. لعب مع 1461 طرابزون ونادي طيران الهند ونادي مومباي لكرة القدم.

## وصلات خارجية
- هنري إيزه على موقع اتحاد تركيا (لاعب) (الإنجليزية)
- هنري إيزه على موقع قاعدة بيانات كرة القدم.إي يو (الإنجليزية)